# Зграда у Ул. Југ Богдановој 3 у Нишу
Зграда у Ул. Југ Богдановој 3 је објекат који се налази у Нишу. Саграђена је 1924. године и представља непокретно културно добро као споменик културе Србије.

## Опште информације
Зграда је приземна породична зграда и изграђена је 1924. године. Грађена је у облику слова „Г“. Пред Други светски рат, наводи се у неким записима да је то кућа архитекте Франца Птачека, познатог грађевинара који је заједно са Олдрихом Адамом, градио многе објекте у Нишу, међу којима је и споменик на Тргу ослобођења 1937. године. Кућа је вредан архитектонски објекат са шест прозорских отвора испод и изнад којих је богата рељефна фасадна декорација. Висински је нешто наглашенија централна зона са каскадно решеном атиком. Репрезентативна обрада фасаде, свих елемената ентеријера заједно са двориштем и капијом учвршћују овај објекат у значајне архитектонске елементе целог блока „Обилићев венац“.
Уписана је у регистар Завода за заштиту споменика културе Ниш 1987. године.